# Helictotrichon cycladum
Helictotrichon cycladum är en gräsart som först beskrevs av Karl Heinz Rechinger och Rudolph Herman Scheffer, och fick sitt nu gällande namn av Karl Heinz Rechinger. Helictotrichon cycladum ingår i släktet Helictotrichon och familjen gräs. Inga underarter finns listade i Catalogue of Life.